# 富夫兰里卡梅斯
富夫兰里卡梅斯（法語：Foufflin-Ricametz）是法国北部-加来海峡大区加来海峡省的一个市镇，属于阿拉斯区泰努瓦斯河畔圣波勒县。该市镇2009年时的人口为160人。

## 人口
富夫兰里卡梅斯人口变化图示
| 数据来源：INSEE |